# Summer (Lied)
Summer ist ein Song des schottischen DJs Calvin Harris, der am 14. März 2014 als zweite Single aus seinem vierten Studioalbum Motion (2014) veröffentlicht wurde. Wie bei seiner früheren Single Feel So Close und seiner späteren Single My Way kehrte Harris bei Summer als Sänger zurück.

## Inhalt
Summer ist in der Tonart G-Dur komponiert und hat ein Tempo von 128 Schlägen pro Minute. Er folgt der Akkordfolge C-Em-D-Am-G/B-C. Harris' stimmlicher Umfang reicht von G3 bis D5.

## Musikvideo
Das Musikvideo zu Summer wurde unter der Regie von Emil Nava gedreht und am 6. April 2014 mit einem Cameo-Auftritt des englischen Schauspielers Jason Statham uraufgeführt.
Bei YouTube verzeichnete das Musikvideo bis Januar 2024 über 1,6 Milliarden Aufrufe.

## Rezeption

### Preise
Summer wurde bei den BRIT Awards 2015 für die britische Single und das britische Künstler-Video des Jahres nominiert.

### Rezensionen
Der Song erhielt allgemein positive Kritiken. Lewis Corner von Digital Spy bewertete Summer mit dreieinhalb von fünf Sternen und nannte ihn „einen hellen und lebendigen Banger, der dazu bestimmt ist, die wärmeren Monate zu untermalen“. Jamieson Cox vom Time Magazine war der Meinung, dass der Song „nicht viel lyrisches Fleisch auf den Knochen hat, aber nach einem der härtesten Winter der letzten Zeit sind die Hörer wahrscheinlich hungrig auf alles, was auf eine wärmere, sonnigere Jahreszeit hindeutet. Eine von Harris' typischen gigantischen Synthie-Hooks schadet der Verdaulichkeit auch nicht“.

## Kommerzieller Erfolg

### Chartplatzierungen
| ChartsChartplatzierungen       | Höchstplatzierung | Wochen |
| ------------------------------ | ----------------- | ------ |
| Deutschland (GfK)              | 3 (35 Wo.)        | 35     |
| Österreich (Ö3)                | 2 (30 Wo.)        | 30     |
| Schweiz (IFPI)                 | 3 (39 Wo.)        | 39     |
| Vereinigte Staaten (Billboard) | 7 (26 Wo.)        | 26     |
| Vereinigtes Königreich (OCC)   | 1 (38 Wo.)        | 38     |

| ChartsJahrescharts (2014)      | Platzierung |
| ------------------------------ | ----------- |
| Deutschland (GfK)              | 17          |
| Österreich (Ö3)                | 11          |
| Schweiz (IFPI)                 | 13          |
| Vereinigte Staaten (Billboard) | 33          |
| Vereinigtes Königreich (OCC)   | 19          |

### Auszeichnungen für Musikverkäufe
| Land/Region                  | Auszeichnungen für Musikverkäufe (Land/Region, Auszeichnung, Verkäufe) | Verkäufe   |
| ---------------------------- | ---------------------------------------------------------------------- | ---------- |
| Australien (ARIA)            | 7× Platin                                                              | 490.000    |
| Belgien (BRMA)               | Gold                                                                   | 15.000     |
| Brasilien (PMB)              | 3× Diamant                                                             | 750.000    |
| Deutschland (BVMI)           | 3× Gold                                                                | 900.000    |
| Frankreich (SNEP)            | —                                                                      | 49.600     |
| Italien (FIMI)               | 4× Platin                                                              | 200.000    |
| Kanada (MC)                  | 8× Platin                                                              | 640.000    |
| Mexiko (AMPROFON)            | 2× Diamant · + 3× Gold                                                 | 690.000    |
| Neuseeland (RMNZ)            | 4× Platin                                                              | 120.000    |
| Norwegen (IFPI)              | 5× Platin                                                              | 50.000     |
| Österreich (IFPI)            | Gold                                                                   | 15.000     |
| Portugal (AFP)               | Platin                                                                 | 10.000     |
| Schweden (IFPI)              | 3× Platin                                                              | 120.000    |
| Schweiz (IFPI)               | Platin                                                                 | 30.000     |
| Spanien (Promusicae)         | 3× Platin                                                              | 180.000    |
| Vereinigte Staaten (RIAA)    | 6× Platin                                                              | 6.000.000  |
| Vereinigtes Königreich (BPI) | 3× Platin                                                              | 1.800.000  |
| Insgesamt                    | 4× Gold · 47× Platin · 5× Diamant ·                                    | 12.059.600 |

Hauptartikel: Calvin Harris/Auszeichnungen für Musikverkäufe